# Пышнов, Дмитрий Михайлович
Дмитрий Михайлович Пышнов, Пышнов 4-й (26 августа 1887, Таврическая губерния — 27 февраля 1916, Чёрное море) — русский морской офицер, лейтенант, участник Первой мировой войны. Командир эсминца «Лейтенант Пущин». Георгиевский кавалер (1916) посмертно.

## Биография

### Происхождение
Родился 26 августа 1887 года в семье потомственного дворянина Таврической губернии, впоследствии контр-адмирала Михаила Яковлевича Пышнова (12.07.1841 — 02.11.1912) и Ольги Алексеевны Пышновой. Православного вероисповедания. Имел шесть братьев и пять сестёр. Братья морские офицеры:
- Александр (27.08.1873-1924) — контр-адмирал, командир крейсера «Рюрик», Георгиевский кавалер,
- Алексей (9 .06.1877 — 4.05.1915) — подполковник, участник Первой мировой войны. Георгиевский кавалер посмертно,
- Яков (17.07.1879-01.1942), старший лейтенант, гидрограф, умер в блокаду Ленинграда,
- Борис (10.09.1881 — 3.01.1953), капитан 1-го ранга, в эмиграции,
- Василий (15.01.1884 — 15.12.1917), капитан 2-го ранга, командир эскадренного миноносца «Гаджибей», казнён во время красного террора в Севастополе,
- Михаил (?-1910) — капитан Агентства Добровольного флота.

### Служба
Закончил Морской кадетский корпус в 1907 году, направлен в 8-й флотский экипаж, мичман (1908). Служил младшим штурманским офицером линейного корабля «Синоп». С 1910 года — старший штурманский офицер. Произведен в лейтенанты 18 апреля 1910 года. Проживал в Севастополе по адресу улица Петропавловская дом № 31.
Участник Первой мировой войны в Минной дивизии Черноморского флота. Лейтенант, командир эсминца «Лейтенант Пущин». Погиб 27 февраля (9 марта) 1916 года на мостике корабля вместе с другими офицерами и членами команды при взрыве мины во время рейда у берегов Болгарии, в районе Варны у мыса Иланджик. Часть команды была спасена шлюпкой с эсминца «Живой» и попала в болгарский плен. Посмертно награждён Георгиевским оружием, Высочайший приказ по морскому ведомству от 21.03.1916 № 212.

## Память
Кенотаф (символическая могила) матросов и офицеров миноносца «Лейтенант Пущин» находится на Братском кладбище на Северной стороне в Севастополе. Погибших на эскадренном миноносце «Лейтенант Пущин» в бою с крейсером «Гебен» 16 октября 1914 года моряков похоронили на Михайловском кладбище. При застройке в 1980-х годах Михайловского кладбища памятник с братской могилы без перезахоронения останков был перенесен на Братское кладбище и может считаться кенотафом всему экипажу погибшему как в 1914 так и в феврале 1916. На этом же кладбище ранее в 1915 году был похоронен и брат Дмитрия Пышнова, подполковник Алексей Пышнов, Георгиевский кавалер.